# Park (koreanischer Familienname)
박, Umschrift Pak, Bak, Park, ist ein koreanischer Familienname. In Südkorea tragen ihn ca. 8,5 % der Bevölkerung. Damit ist Park dort der dritthäufigste Familienname (Stand: 2000). Auch als Vorname findet er zunehmend Verwendung.

## Namensträger

### B
- Park Bo-gum (* 1993), südkoreanischer Schauspieler
- Park Bom (* 1984), südkoreanische Sängerin
- Bonn Park (* 1987), deutsch-koreanischer Dramatiker
- Park Bo-young (* 1990), südkoreanische Schauspielerin
- Park Bum Shin (* 1946), südkoreanischer Schriftsteller
- Park Byeong-seug (* 1952), südkoreanischer Politiker
- Park Byung-chul (* 1972), südkoreanischer Skilangläufer
- Park Byung-hoon (* 1971), südkoreanischer Triathlet
- Park Byung-jin (* 1983), südkoreanischer Fußballschiedsrichter
- Park Byung-joo (* 1979), südkoreanischer Biathlet

### C
- Park Chae-sam (1933–1997), südkoreanischer Lyriker
- Park Chaeyoung alias Rosé (* 1997), südkoreanische Sängerin, Tänzerin und Model
- Park Chan-hee (* 1957), südkoreanischer Boxer
- Park Chan-wook (* 1963), südkoreanischer Regisseur
- Park Chan-yong (* 1963), südkoreanischer Boxer
- Park Chang-hwan (* 2001), südkoreanischer Fußballspieler
- Park Chang-sun (* 1954), südkoreanischer Fußballspieler
- Park Che-ch’ŏn (1945–2023), südkoreanischer Lyriker
- Pak Chol-jin (* 1985), nordkoreanischer Fußballspieler
- Pak Chol-min (Judoka) (* 1982), nordkoreanischer Judoka
- Pak Chol-min (Fußballspieler) (* 1988), nordkoreanischer Fußballspieler
- Pak Chol-ryong (* 1988), nordkoreanischer Fußballspieler
- Park Chonghwa (1901–1981), südkoreanischer Schriftsteller und Lyriker
- Park Chong-kyu (1930–1985), südkoreanischer Sportfunktionär
- Park Chong-pal (* 1969), südkoreanischer Boxer im Supermittelgewicht
- Park Chul-min (* 1967), südkoreanischer Schauspieler
- Park Chul-soo (1948–2013), südkoreanischer Filmregisseur, Drehbuchautor und Produzent
- Park Chul-woo (* 1965), südkoreanischer Fußballtorhüter
- Park Chung-hee (1917–1979), südkoreanischer Militär und Staatspräsident
- Park Chung-hoon (1919–2001), südkoreanischer Militär und Premierminister
- Park Choon-ho (1930–2008), südkoreanischer Jurist
- Park Chu-young (* 1985), südkoreanischer Fußballspieler

### D
- Park Do-yeong (* 1993), südkoreanische Eisschnellläuferin
- Park Dong-hyeok (* 1979), südkoreanischer Fußballspieler und -trainer
- Pak Doo-ik (* 1942), nordkoreanischer Fußballspieler

### E
- Esther Pak († 1910), erste koreanische Ärztin
- Park Eun-bin (* 1992), südkoreanische Schauspielerin
- Park Eun-chul (* 1981), südkoreanischer Ringer
- Park Eun-ok (* 1977), südkoreanische Squashspielerin
- Park Eun-sun (* 1986), südkoreanische Fußballspielerin

### G
- Park Geun-hye (* 1952), südkoreanische Politikerin, Präsidentin 2013 bis 2017
- Park Gok-ji (* 1965), südkoreanische Filmeditorin
- Grace Park (Golfspielerin) (* 1974), südkoreanische Golfspielerin
- Pak Gum-hyon (* 1964), nordkoreanische Eisschnellläuferin
- Park Guy-lim (* 1999), südkoreanische Skispringerin
- Park Gwang-tae (* 1943), südkoreanischer Politiker
- Park Gyeong-sun, nordkoreanischer Diplomat
- Park Gyu-young (* 1993), südkoreanische Schauspielerin

### H
- Park Ha-jun (* 2000), südkoreanischer Sportschütze
- Park Ha-min (* 1994), südkoreanischer Go-Spieler
- Park Ha-seon (* 1987), südkoreanische Schauspielerin
- Park Hae-il (* 1977), südkoreanischer Schauspieler
- Park Hae-jung (* 1972), südkoreanische Tischtennisspielerin
- Park Hae-soo (* 1981), Filmschauspieler, Theaterschauspieler und Fernsehschauspieler
- Park Han-byul (* 1984), südkoreanische Schauspielerin
- Han-earl Park, südkoreanischer Musiker
- Park Hang-seo (* 1959), südkoreanischer Fußballspieler und -trainer
- Park Hee-seon (* 1992), südkoreanische Leichtathletin
- Park Hee-young (Fußballspielerin, 1985) (* 1985), südkoreanische Fußballspielerin
- Park Hee-young (Golfspielerin) (* 1987), südkoreanische Golfspielerin
- Park Hee-young (Fußballspielerin, 1991) (* 1991), südkoreanische Fußballspielerin
- Pak Hon-yong (1900–1955), nordkoreanischer Politiker
- Park Hoon-jung, südkoreanischer Filmregisseur und Drehbuchautor
- Hye-Sook Park (* 1959), südkoreanisch-US-amerikanische Plasma-Physikerin
- Park Hye-su (* 1994), südkoreanische Schauspielerin und Sängerin
- Park Hye-won (* 1983), südkoreanische Shorttrackerin
- Park Hyo-peom (* 1986), koreanischer Biathlet
- Park Hyo-shin (* 1981), südkoreanischer Sänger und Popmusiker
- Pak Hyon-il (* 1983), nordkoreanischer Fußballschiedsrichter
- Pak Hyon-suk (* 1985), nordkoreanische Gewichtheberin
- Park Hyoung-su (* 1972), südkoreanischer Schriftsteller
- Park Hyun-beom (* 1987), südkoreanischer Fußballspieler
- Park Hyun-woo (E-Sportler) (* 1992), südkoreanischer E-Sportler
- Park Hyun-woo (Fußballspieler) (* 1997), südkoreanischer Fußballspieler

### I
- Ida May Park (1879–1954), US-amerikanische Drehbuchautorin und Regisseurin
- Pak Il (* 1992), nordkoreanischer Eishockeyspieler
- Park Il-kap (1926–1987), südkoreanischer Fußballspieler
- Park Il-gyu (* 1989), südkoreanischer Fußballspieler
- Park In-bee (* 1988), südkoreanische Golferin
- Park In-hwan (Lyriker) (1926–1956), südkoreanischer Lyriker
- Park In-hwan (Schauspieler) (* 1945), südkoreanischer Schauspieler
- Park In-hyeok (* 1995), südkoreanischer Fußballspieler
- Park In-wook (* 1994), südkoreanischer Shorttracker

### J
- J. Y. Park (* 1972), südkoreanischer Sänger, Songwriter, Musikproduzent und Gründer von JYP Entertainment
- Park Jae-hong (* 1978), südkoreanischer Fußballspieler
- Park Jae-hyeong (* 1997), südkoreanischer Fußballspieler
- Park Jae-hyuk (Skirennläufer) (* 1963), südkoreanischer Skirennläufer
- Park Jae-hyuk (E-Sportler) (* 1998), südkoreanischer E-Sportler
- Park Jae-hyun (* 1980), südkoreanischer Fußballspieler
- Park Jae-myong (* 1981), südkoreanischer Speerwerfer
- Park Jae-sang (* 1977), südkoreanischer Sänger, siehe Psy (Sänger)
- Park Jae-seung (1923–2015), südkoreanischer Fußballspieler
- Park Jae-woo (Fußballspieler) (* 1998), südkoreanischer Fußballspieler
- Park Jae-woo (Leichtathlet) (* 2005), südkoreanischer Langstreckenläufer
- Jai Young Park (* 1957), deutscher Künstler
- James Park (* 1990), deutsch-koreanischer Opern- und Musicaldarsteller und Schauspieler
- Park Jang-hyuk (* 1998), südkoreanischer Shorttracker
- Park Jang-soon (* 1968), südkoreanischer Ringer
- Bak Je-ga (1750–1815), koreanischer Politiker und neokonfuzianischer Philosoph
- Park Je-un (* 1993), südkoreanischer Nordischer Kombinierer
- Park Jeong-dae (* 1965), südkoreanischer Lyriker
- Park Jeong-su (* 1994), südkoreanischer Fußballspieler
- Park Ji-ae (* 1991), südkoreanische Biathletin
- Park Ji-eun (Drehbuchautorin) (* 1976), südkoreanische Drehbuchautorin
- Park Ji-eun (Sportfunktionärin), südkoreanische Sportfunktionärin
- Ji-Hae Park (* 1985), südkoreanische Violinistin
- Park Ji-ho (* 1991), südkoreanischer Wasserspringer
- Park Ji-hu (* 2003), südkoreanische Schauspielerin
- Park Ji-min (* 1995), südkoreanischer Popsänger und Mitglied von BTS, siehe Jimin (Sänger)
- Park Ji-soo (Schauspielerin) (* 1988), südkoreanische Schauspielerin
- Park Ji-soo (Fußballspieler) (* 1994), südkoreanischer Fußballspieler
- Park Ji-su (* 1998), südkoreanische Basketballspielerin
- Park Ji-sung (* 1981), südkoreanischer Fußballspieler
- Bak Ji-won (1737–1805), koreanischer Politiker und neokonfuzianischer Philosoph
- Park Ji-won (* 1996), südkoreanischer Shorttracker
- Park Jie-won (* 1942), südkoreanischer Politiker
- Park Jin (Joseon) (1560–1597), koreanischer Politiker, General und Philosoph
- Park Jin (Politiker) (* 1956), südkoreanischer Politiker
- Park Jin-seob (* 1977), südkoreanischer Fußballspieler und Fußballtrainer
- Park Jin-young (* 1972), südkoreanischer Sänger, Songwriter und Musikproduzent, siehe J. Y. Park
- Park Jin-ho (* 1985), südkoreanischer Fußballschiedsrichter
- Park Jin-kyu (* 1991), südkoreanischer Eishockeyspieler
- Park Jin-seop (* 1995), südkoreanischer Fußballspieler
- John Park (Sänger) (* 1988), US-amerikanisch-koreanischer Sänger
- Pak Jong-chol (* 1987), nordkoreanischer Boxer
- Park Jong-hyeon (* 1938), südkoreanischer Radrennfahrer
- Park Jong-Min (* 1986), südkoreanischer Opernsänger (Bass)
- Park Jong-oh (* 1991), südkoreanischer Fußballspieler
- Jong-Oh Park (* 1955), südkoreanischer Ingenieurwissenschaftler und Hochschullehrer
- Park Jong-woo (* 1989), südkoreanischer Fußballspieler
- Park Joo-bong (* 1964), südkoreanischer Badmintonspieler
- Park Joo-ho (* 1987), südkoreanischer Fußballspieler
- Park Joo-sun (* 1949), südkoreanischer Politiker
- Park Ju-hyun (* 1994), südkoreanische Schauspielerin
- Park Ju-sung (* 1984), südkoreanischer Fußballspieler
- Park Jun-heong (* 1993), südkoreanischer Fußballspieler
- Park Jun-heui (* 1991), südkoreanischer Fußballspieler
- Park Jung-bae (* 1967), südkoreanischer Fußballspieler
- Park Jung-bin (* 1994), südkoreanischer Fußballspieler
- Park Jung-bum (* 1976), südkoreanischer Regisseur, Drehbuchautor und Schauspieler
- Park Jung-soo (* 1987), südkoreanischer Fußballspieler
- Park Jung-su (* 1983), südkoreanischer Sänger und Schauspieler

### K
- Park Kang-jin (* 1988), südkoreanischer Fußballspieler
- Park Keon-ha (* 1971), südkoreanischer Fußballspieler und -trainer
- Bak Keon-woo (* 2001), südkoreanischer Fußballspieler
- Park Keum Chul, nordkoreanischer Politiker
- Park Ki-ho (* 1964), südkoreanischer Skilangläufer
- Park Ki-woong (* 1958), südkoreanischer bildender Künstler
- Pak Kil-jon, nordkoreanischer Diplomat und Botschafter in der DDR
- Pak Kir-yŏn (* 1943), nordkoreanischer Diplomat
- Park Ko-eun (* 1976), südkoreanische Langstreckenläuferin
- Pak Kuk-chol (* 1991), nordkoreanischer Eishockeytorwart
- Pak Kun-hyok (* 1988), nordkoreanischer Eishockeytorwart
- Pak Kwang-ho (* 1988), nordkoreanischer Eishockeyspieler
- Pak Kwang-ryong (* 1992), nordkoreanischer Fußballspieler
- Park Kwang Sung (* 1962), südkoreanischer Künstler
- Park Kye-hoon (* 1992), südkoreanischer Eishockeytorwart
- Park Kyeong-hun (* 1961), südkoreanischer Fußballspieler und -trainer
- Pak Kyŏng-sam, nordkoreanischer Politiker
- Park Kyu-chung (1924–2000), südkoreanischer Fußballspieler
- Park Kyu-hyun (* 2001), koreanischer Fußballspieler
- Park Kyung-mo (* 1975), südkoreanischer Bogenschütze
- Park Kyung-ni (1926–2008), südkoreanische Schriftstellerin

### L
- Park Lee-hee (* 1957), südkoreanischer Tischtennisspieler
- Lena Park (* 1978), koreanisch-US-amerikanische R&B- und Soulsängerin
- Pak Li-sup (* 1944), nordkoreanischer Fußballspieler
- Linda Park (* 1978), US-amerikanische Schauspielerin

### M
- Max Park, koreanisch-US-amerikanischer Speedcuber
- Park Mi-ra (* 1987), südkoreanische Handballspielerin
- Park Mi-suk (Badminton), südkoreanische Badmintonspielerin
- Park Mi-suk (Schiedsrichterin) (* 1983), südkoreanische Fußballschiedsrichterin
- Michael Pak Jeong-il (1926–2024), südkoreanischer Geistlicher, Bischof von Masan
- Mike Park, koreanisch-US-amerikanischer Musiker
- Park Mi-young (* 1981), südkoreanische Tischtennisspielerin
- Park Min-gyu (* 1968), südkoreanischer Schriftsteller
- Park Min-young (* 1986), südkoreanische Schauspielerin
- Pak Myong-chol (* 1941), nordkoreanischer Politiker
- Park Myung-hoon (* 1975), südkoreanischer Schauspieler

### N
- Park Na-yeon (* 1998), südkoreanische Mittelstreckenläuferin
- Pak Nam-chol (Fußballspieler, 1985) (* 1985), nordkoreanischer Fußballspieler
- Pak Nam-chol (Fußballspieler, 1988) (* 1988), nordkoreanischer Fußballspieler
- Park Nam-Gyu (* 1960), koreanischer Chemiker
- Pak Nam-ki (1934–2010), nordkoreanischer Politiker

### P
- Park Pil-jun (* 1973), südkoreanischer Fußballschiedsrichter
- Pak Pong-ju (* 1939), nordkoreanischer Politiker, Ministerpräsident von Nordkorea

### R
- Park Re-hyun (1920–1976), südkoreanische Malerin
- Park Ri-ki (* 1992), nordkoreanischer Fußballspieler
- Richard Park (* 1976), US-amerikanischer Eishockeyspieler
- Romi Park (* 1972), japanische Synchronsprecherin
- Ruth Park (1917–2010), neuseeländisch-australische Schriftstellerin
- Park Ryung-woo (* 1995), südkoreanischer E-Sportler

### S
- Park Sae-young (* 1994), südkoreanische Handballspielerin
- Park Saeng-kwang (1904–1985), südkoreanischer Maler
- Saerom Park (* 1981), südkoreanische Cellistin
- Park Sang-hee (Politiker) (1906–1946), südkoreanischer Politiker
- Park Sang-hee (Fußballspieler) (* 1987), südkoreanischer Fußballspieler
- Park Sang-hee (Tennisspielerin) (* 1995), südkoreanische Tennisspielerin
- Park Sang-hyeok (* 1998), südkoreanischer Fußballspieler
- Park Sang-in (* 1952), südkoreanischer Fußballspieler
- Park Sang-jun, südkoreanischer Schiedsrichterassistent
- Park Sang-ryung (1940–2017), südkoreanischer Schriftsteller
- Park Sang-won (* 2000), südkoreanischer Fechter
- Park Sang-young (* 1995), südkoreanischer Degenfechter
- Pak Se-ri (* 1977), südkoreanische Golfspielerin
- Park Se-wan (* 1994), südkoreanische Schauspielerin
- Park Se-yeong (* 1993), südkoreanischer Shorttracker
- Park Seh-jik (1933–2009), südkoreanischer Sportfunktionär
- Sejong Park (* 1966/7), südkoreanischer Animator
- Park Seo-jin (* 1993), südkoreanische Hammerwerferin
- Park Seo-joon (* 1988), südkoreanischer Schauspieler
- Park Seon-ho (* 1984), südkoreanischer Radrennfahrer
- Park Seong-cheol (* 1975), südkoreanischer Fußballspieler und -trainer
- Park Seong-su (* 1996), südkoreanischer Fußballspieler
- Park Seung-hi (* 1992), südkoreanische Shorttrackerin
- Park Seung-ju (* 1990), südkoreanische Eisschnellläuferin
- Pak Seung-zin (1941–2011), nordkoreanischer Fußballspieler
- Park Shin-hye (* 1990), südkoreanische Schauspielerin
- Park Si-eun (* 2001), südkoreanische Sängerin und Schauspielerin
- Park Si-hun (* 1965), südkoreanischer Boxer
- Park Si-yeon (* 1979), südkoreanische Schauspielerin
- Park Si-young (* 1968), koreanischer Politikberater und Autor
- Park Sie-young (* 1999), südkoreanischer Sprinter
- Pak Sin-hyok (* 1993), nordkoreanischer Tischtennisspieler
- Park So-dam (* 1991), südkoreanische Schauspielerin
- Park So-hyun (Tennisspielerin) (* 2002), südkoreanische Tennisspielerin
- Park So-yeon (Tennisspielerin) (* 1995), südkoreanische Tennisspielerin
- Park So-youn (Leichtathletin) (* 1987), südkoreanische Sprinterin
- Park So-youn (* 1997), südkoreanische Eiskunstläuferin
- Park So-young (* 1994), südkoreanische Badmintonspielerin
- Park So-yun (* ~1977), südkoreanische Badmintonspielerin
- Pak Song-chol (1913–2008), nordkoreanischer Politiker
- Pak Song-chol (Leichtathlet) (* 1984), nordkoreanischer Marathonläufer
- Pak Song-chol (Fußballspieler, 1987) (* 1987), nordkoreanischer Fußballspieler
- Pak Song-chol (Fußballspieler, 1991) (* 1991), nordkoreanischer Fußballspieler
- Pak Song-gwan (* 1980), nordkoreanischer Fußballspieler
- Pak Song-jin (* 1989), nordkoreanischer Eishockeyspieler
- Park Soo-ho (* 1991), südkoreanischer E-Sportler
- Park Soo-keun (1914–1965), südkoreanischer Maler
- Park Soo-nam (1947–2024), koreanischer Taekwondoin
- Park Soo-young (* 1996), südkoreanische Sängerin, siehe Joy (Sängerin)
- Park Soo-yun (* 1974), südkoreanische Badmintonspielerin
- Park Su-bin (Koloratursopranistin), südkoreanische Koloratursopranistin
- Park Su-bin (Fußballspieler) (* 1999), südkoreanischer Fußballspieler
- Park Sun-young (* 1985), südkoreanische Badmintonspielerin
- Park Sung-bae (* 1969), südkoreanischer Badmintonspieler
- Park Sung-baek (* 1985), südkoreanischer Radrennfahrer
- Park Sung-hwa (* 1955), südkoreanischer Fußballspieler und -trainer
- Park Sung-hwan (* 1984), südkoreanischer Badmintonspieler
- Pak Sung-hyok (* 1990), nordkoreanischer Fußballspieler
- Park Sung-hyun (Bogenschützin) (* 1983), südkoreanische Bogenschützin
- Park Sung-hyun (Golfspielerin) (* 1993), südkoreanische Golfspielerin
- Park Sung-je (* 1988), südkoreanischer Eishockeyspieler
- Park Sung-min (* 1990), südkoreanischer Badmintonspieler
- Park Sung-min (Eishockeyspieler) (* 1975), südkoreanischer Eishockeyspieler
- Park Sung-soo (* 1970), südkoreanischer Bogenschütze
- Park Sung-woo (Politiker) (1914–1954), koreanischer Politiker
- Park Sung-woo (Dichter) (* 1971), koreanischer Dichter
- Park Sung-woo (Badminton) (* 1971), südkoreanischer Badmintonspieler
- Park Sung-woo (Comicautor) (* 1972), koreanischer Comicautor
- Park Sung-woo (Schauspieler) (* 1988), koreanischer Schauspieler
- Bak Sung-wun (* 1940), nordkoreanischer Eisschnellläufer
- Sydney Park (* 1997), US-amerikanische Schauspielerin

### T
- Park Tae-bun (* 1971), südkoreanische Kontrabassistin
- Park Tae-geon (* 1991), südkoreanischer Sprinter
- Park Tae-hwan (* 1989), südkoreanischer Schwimmer
- Park Tae-hyeong (* 1992), südkoreanischer Fußballspieler
- Park Tae-joon (Politiker) (1927–2011), südkoreanischer Politiker und Unternehmer
- Park Tae-joon (Taekwondoin) (* 2004), südkoreanischer Taekwondoin
- Park Tae-jun (* 1999), südkoreanischer Fußballspieler
- Park Tae-kyong (* 1980), südkoreanischer Leichtathlet
- Park Tae-sang (* 1979), südkoreanischer Badmintonspieler
- Park Tae-soo (* 1989), südkoreanischer Fußballspieler
- Park T’ae-sun (1942–2019), südkoreanischer Schriftsteller
- Pak Taewon (1909–1986), südkoreanischer Schriftsteller und Lyriker
- Pak Thae-song (* 1955), nordkoreanischer Politiker
- Pak To-chun (* 1944), nordkoreanischer Politiker
- Park Tong-jin (1922–2013), südkoreanischer Politiker, Außenminister 1975–1980
- Park Tu-jin (1916–1998), südkoreanischer Lyriker

### U
- Pak Ui-chun (* 1932), nordkoreanischer Diplomat und Politiker

### W
- Pak Wanso (1931–2011), südkoreanische Schriftstellerin
- Park Wan-soo (* 1955), südkoreanischer Politiker
- Park Wan-su (* 1955), südkoreanischer Politiker
- Pak Wol-ja (* 1944), nordkoreanischer Eisschnellläufer
- Park Won-been (* 2001), südkoreanischer Leichtathlet
- Park Won-jae (* 1984), südkoreanischer Fußballspieler
- Park Won-jin (* 2003), südkoreanischer Sprinter
- Park Won-Kyu (1957–2014), südkoreanischer Dendrochronologe
- Park Won-soon (1956–2020), südkoreanischer Politiker und Bürgermeister von Seoul
- Park Woo-sang (* 1985), südkoreanischer Eishockeyspieler

### Y
- Park Ye-eun (Sängerin) (* 1989), südkoreanische Sängerin
- Park Ye-eun (Eishockeyspielerin) (* 1996), südkoreanische Eishockeyspielerin
- Park Ye-eun (Fußballspielerin) (* 1996), südkoreanische Fußballspielerin
- Park Yeon-mi (* 1993), nordkoreanische Menschenrechtlerin
- Pak Yeong-hyo (1861–1939), koreanischer Politiker
- Park Yi-young (* 1994), südkoreanischer Fußballspieler
- Pak Yol (1902–1974), koreanischer Anarchist
- Park Yong-ha (1977–2010), koreanischer Schauspieler
- Park Yŏng-han (1947–2006), südkoreanischer Schriftsteller
- Pak Yong-il (1966–2022), nordkoreanischer Politiker
- Park Yong-ji (Fußballspieler, 1995) (* 1995), südkoreanischer Fußballspieler
- Park Yong-ji (Fußballspieler, 2002) (* 2002), südkoreanischer Fußballspieler
- Park Yong-jin (* 1971), südkoreanischer Politiker
- Park Yong-kyun (* 1967), südkoreanischer Boxer
- Pak Yong-ok, nordkoreanische Tischtennisspielerin
- Park Yong-rae (1925–1980), südkoreanischer Lyriker
- Park Yong-woo (Schauspieler) (* 1971), südkoreanischer Schauspieler
- Park Yong-woo (Fußballspieler) (* 1993), südkoreanischer Fußballspieler
- Park Yoo-na (* 1997), südkoreanische Schauspielerin
- Park Yoon-jung (* 1992), US-amerikanisch-südkoreanische Eishockeyspielerin, siehe Marissa Brandt
- Park Young-chul (* 1954), südkoreanischer Judoka
- Park Young-rok (* 1978), südkoreanischer Fußballschiedsrichter
- Park Young-seok (1963–2011), südkoreanischer Bergsteiger
- Park Young-sook (Bogenschützin) (* 1960), südkoreanische Bogenschützin
- Park Young-sook (Tischtennisspielerin) (* 1988), südkoreanische Tischtennisspielerin
- Pak Yung-sun (1956–1987), nordkoreanische Tischtennisspielerin
- Park Yun-bae (* 1979), südkoreanischer Biathlet